# Osprynchotus kingi
Osprynchotus kingi är en stekelart som beskrevs av Wilkinson 1930. Osprynchotus kingi ingår i släktet Osprynchotus och familjen brokparasitsteklar. Inga underarter finns listade i Catalogue of Life.